# Audrius Butkevičius

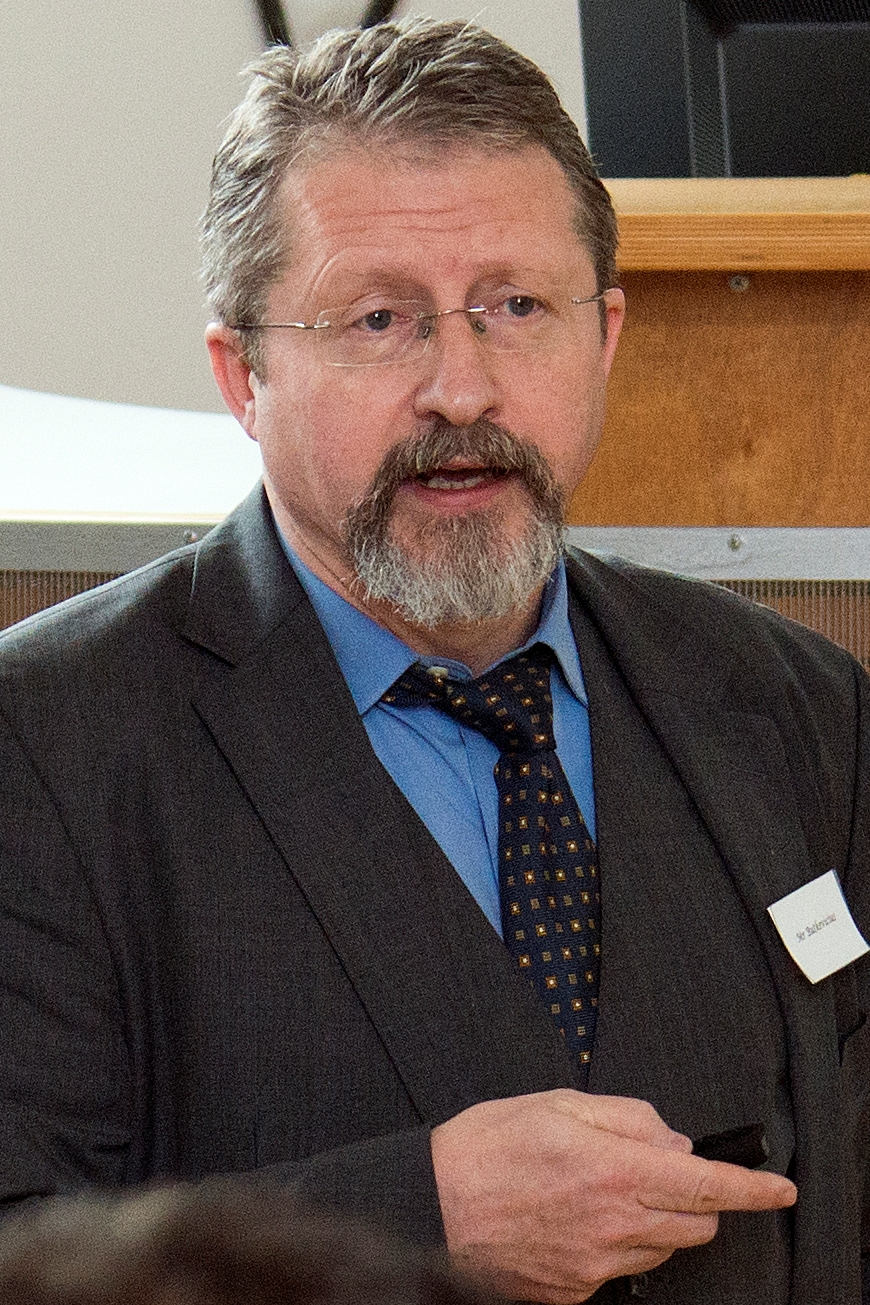
Audrius Butkevičius

Audrius Butkevičius (* 24. September 1960 in Kaunas) ist ein litauischer Politiker,  erster Landesverteidigungsminister Litauens.

## Leben
Nach dem Abitur 1978 an der 1. Mittelschule Kaunas absolvierte Butkevičius 1986 ein Studium der Medizin am Kauno medicinos institutas.
Von 1980 bis 1986 arbeitete er  als wissenschaftlicher Mitarbeiter am Zigmas-Januškevičius-Institut, von 1986 bis 1987 als Arzt in Viešintos (Rajongemeinde Anykščiai), und von 1988 bis 1989 in der Rajongemeinde Kaunas.
Ab 1988 war er Mitglied von Sąjūdis, von 1990 bis 1992 und 1996–2000 Mitglied im Seimas und Minister.
1997 wurde er wegen des Betrugs verhaftet und verurteilt.
Danach arbeitete er als Berater von politischen Technologieunternehmen als Direktor des „Cancosus Development center“.
Von 2007 bis 2011 war er Mitglied im Stadtrat Vilnius für die Tvarka ir teisingumas.